# Indian Journal of Chemistry, Section A
Indian Journal of Chemistry, Section A (abrégé en Indian J. Chem. A) est une revue scientifique à comité de lecture qui publie des articles en libre accès. Ce journal mensuel inclut des articles de recherches originales dans les domaines de la chimie inorganique, chimie bioinorganique, chimie physique, chimie théorique et chimie analytique.
D'après le Journal Citation Reports, le facteur d'impact de ce journal était de 0,851 en 2014. Le directeur de publication est Geeta Mahadevan.

## Histoire
Créé en 1963 sous le nom de Indian Journal of Chemistry  (ISSN 0019-5103), le journal est séparé en deux sections indépendantes :
- Indian Journal of Chemistry, Section A, 1976-en cours  (ISSN 0376-4710)
- Indian Journal of Chemistry, Section B, 1976-en cours  (ISSN 0376-4699)